# Faculté de philosophie de l'université d'État de Moscou

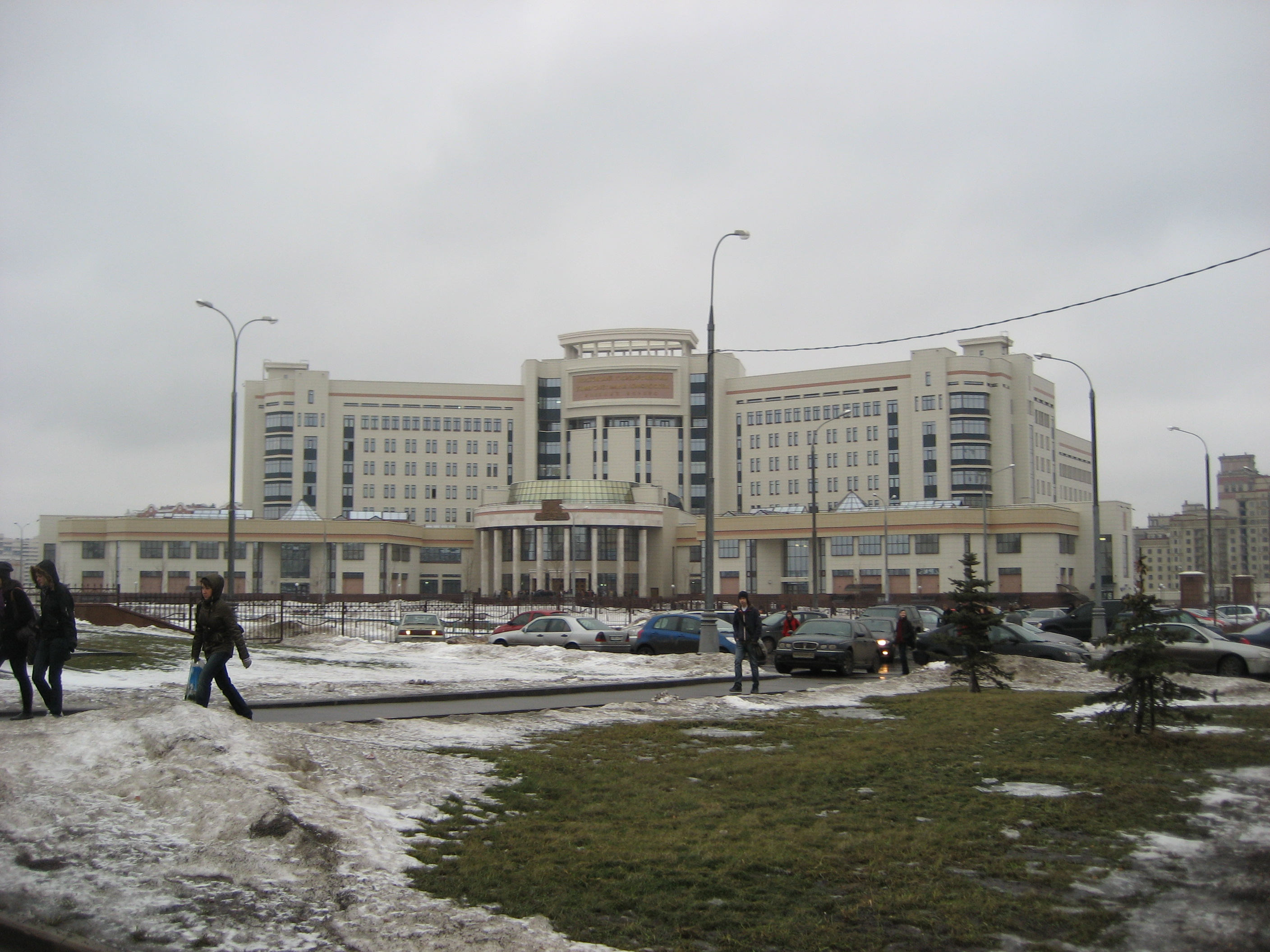
Premier corpus de l'université, dont une partie est occupée par la faculté de philosophie depuis 2007.

La faculté de philosophie de l'université de Moscou est une faculté de philosophie qui dépend de l'université de Moscou en Russie. Sa devise est Cogito ergo sum. Elle a été fondée en 1755 et se trouve depuis 2007 dans de nouveaux bâtiments de la perspective Lomonossov, au sud-ouest de la capitale. Son doyen est le professeur Vladimir Mironov, membre-correspondant de l'académie.

## Chaires
- Logique
- Histoire et théorie de la culture mondiale
- Ontologie et théorie de la connaissance
- Philosophie sociale
- Philosophie et méthodologie des sciences
- Éthique
- Esthétique
- Histoire de la philosophie russe
- Histoire de la philosophie étrangère
- Religion et philosophie de la religion
- Anthropologie philosophique
- Philosophie de la politique et du droit
- Philosophie de la politique économique
- Philosophie de la langue et de la communication
- Philosophie de l'enseignement
- Philosophie des facultés d'humanités
- Philosophie des facultés de sciences naturelles

## Personnalités liées à la faculté

### Enseignants
- Vladimir Chokhine
- Olga Sedakova

### Étudiants
- Natalia Timakova, journaliste.
- Alla Yoshpe, chanteuse.
- Raïssa Gorbatcheva, épouse du président Gorbatchev

## Source
- (ru) Cet article est partiellement ou en totalité issu de l’article de Wikipédia en russe intitulé « Философский факультет МГУ » (voir la liste des auteurs).